# Dundee United Football Club 2016-2017
Questa voce raccoglie le informazioni riguardanti il Dundee United Football Club nelle competizioni ufficiali della stagione 2016-2017.

## Stagione
- In Scottish Championship il Dundee United si classifica al 3º posto (57 punti), dietro a Hibernian e Falkirk. Ai play-off promozione perde la finale contro l'Hamilton Academical.
- In Scottish Cup viene eliminato al quarto turno dal Ross County (6-2).
- In Scottish League Cup viene eliminato ai quarti di finale dal Greenock Morton (2-1).

## Maglie e sponsor
| Casa | Trasferta |

## Rosa
| N. |                        | Ruolo | Calciatore            |
| -- | ---------------------- | ----- | --------------------- |
| 1  | Scozia (bandiera)      | P     | Cammy Bell            |
| 2  | Irlanda (bandiera)     | D     | Seán Dillon           |
| 3  | Scozia (bandiera)      | D     | Paul Dixon (capitano) |
| 4  | Scozia (bandiera)      | D     | Mark Durnan           |
| 5  | Scozia (bandiera)      | D     | Coll Donaldson        |
| 6  | Scozia (bandiera)      | D     | Lewis Toshney         |
| 7  | Scozia (bandiera)      | C     | Blair Spittal         |
| 8  | Scozia (bandiera)      | C     | Stewart Murdoch       |
| 9  | Scozia (bandiera)      | A     | Simon Murray          |
| 10 | Scozia (bandiera)      | C     | Scott Fraser          |
| 11 | Inghilterra (bandiera) | C     | Alex Nicholls         |
| 12 | Scozia (bandiera)      | C     | Charlie Telfer        |

| N. |                        | Ruolo | Calciatore            |
| -- | ---------------------- | ----- | --------------------- |
| 14 | Francia (bandiera)     | D     | William Edjenguélé    |
| 15 | Scozia (bandiera)      | A     | Cammy Smith           |
| 16 | Irlanda (bandiera)     | C     | Willo Flood           |
| 17 | Portogallo (bandiera)  | C     | Wato Kuaté            |
| 18 | Danimarca (bandiera)   | A     | Thomas Mikkelsen      |
| 19 | Francia (bandiera)     | C     | Tony Andreu           |
| 20 | Paesi Bassi (bandiera) | D     | Frank van der Struijk |
| 21 | Germania (bandiera)    | P     | Luis Zwick            |
| 22 | Scozia (bandiera)      | C     | Ali Coote             |
| 24 | Scozia (bandiera)      | D     | Jamie Robson          |
| 35 | Scozia (bandiera)      | C     | Scott Allardice       |